# Cesareu de Alexandria

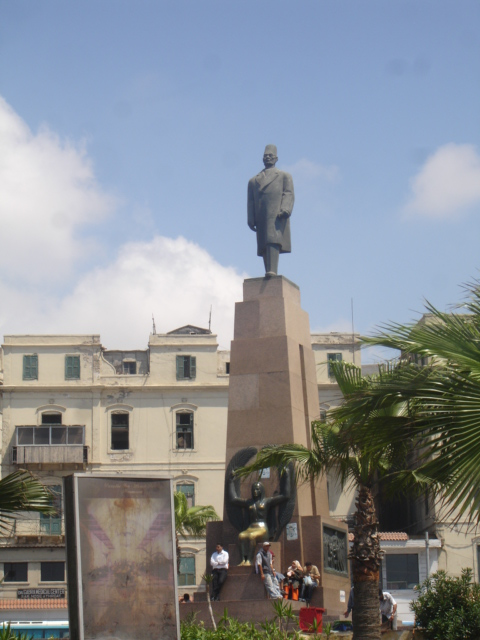
A estátua de Saad Zaghloul Pasha em Alexandria, construída sobre o local do cesareu.

O Cesareu de Alexandria foi um antigo cesareu em Alexandria, no Egito. Foi concebido por Cleópatra, a última faraó do Antigo Egito, no Reino Ptolemaico, para homenagear seu primeiro amante conhecido, Júlio César. O edifício foi concluído pelo imperador romano Augusto, depois que ele derrotou Marco Antônio e Cleópatra no Egito. Ele destruiu todos os vestígios de Antônio em Alexandria e, aparentemente, dedicou o templo ao seu próprio culto.
Convertido em uma igreja cristã no final do século IV, o cesareu foi a sede de Cirilo de Alexandria, o Patriarca de Alexandria de 412 a 444.
A filósofa e matemática Hipátia foi assassinada no cesareu por uma turba cristã em 415; eles a desnudaram e a despedaçaram.
Elementos do templo sobreviveram até o século XIX. As Agulhas de Cleópatra, obeliscos do templo, agora estão no Central Park, na Cidade de Nova York, e no Thames Embankment, em Londres.
Hoje, uma grande estátua do líder nacionalista alexandrino Saad Zaghloul (1859–1927) fica no local do cesareu.